# Andreas Mayer (Politiker)
Andreas Mayer (* 25. Januar 1995 in Memmingen) ist ein deutscher Politiker (AfD). Er zog über Listenplatz 12 der AfD Bayern in den 21. Deutschen Bundestag ein.

## Leben
Von 2005 bis 2013 besuchte er das Vöhlin-Gymnasium Memmingen, welches er 2013 mit dem Abitur abschloss. Hierauf folgte von 2013 bis 2016 ein Studium der Luft- und Raumfahrttechnik an der Universität Stuttgart, welches er als Bachelor of Science beendete.
2016 bis 2017 war er im Prozess- und Projektmanagement bei Liebherr-Aerospace tätig. Februar bis Juni 2017 war er Trainee bei der EFDD-Fraktion im EU-Parlament. Von Juli bis Oktober 2017 war er Mitarbeiter im Wahlkreisbüro einer MdEP in Berlin. Von November 2017 bis August 2022 war er Büroleiter und wissenschaftlicher Mitarbeiter im Deutschen Bundestag. September 2022 bis Juli 2024 war er Policy advisor der ID-Fraktion im EU-Parlament. Er war Büroleiter und politischer Berater einer MdEP.
Seit Dezember 2023 ist er Schatzmeister des AfD Kreisverbandes Oberallgäu-Kempten und seit April 2025 Erster Stellvertretender Bezirksvorsitzender AfD Schwaben.

## Deutscher Bundestag
Mayer ist Mitglied im 21. Deutschen Bundestag. Dort ist er Mitglied im Ausschuss für Forschung, Technologie, Raumfahrt und Technikfolgenabschätzung. Außerdem ist er stellvertretendes Mitglied in den Ausschüssen für Wirtschaft und Energie, für Finanzen und im Verkehrsausschuss.

## Privates
Mayer ist verheiratet und hat zwei Kinder.